# Thon (1904)
Thon (Q20) – francuski okręt podwodny z początku XX wieku, szósta zamówiona jednostka typu Naïade. Została zwodowana 18 marca 1904 roku w stoczni Arsenal de Toulon i w tym samym roku przyjęta w skład Marine nationale. Okręt skreślono z listy floty 21 maja 1914 roku.

## Projekt i budowa
„Thon” zamówiony został na podstawie programu rozbudowy floty francuskiej z 1900 roku. Okręt został zaprojektowany przez inż. Gastona Romazzottiego. Po raz pierwszy we francuskich okrętach podwodnych do napędu w położeniu nawodnym użyto silnika benzynowego, co jednak zaowocowało niewielkim zasięgiem.
„Thon” zbudowany został w Arsenale w Tulonie. Okręt został zwodowany 18 marca 1904 roku. Koszt budowy okrętu wyniósł 365 000 franków.

## Dane taktyczno–techniczne
„Thon” był małym okrętem podwodnym o konstrukcji jednokadłubowej. Długość całkowita wykonanej ze stali jednostki wynosiła 23,7 metra, szerokość 2,2 metra i zanurzenie 2,6 metra. Wyporność w położeniu nawodnym wynosiła 70,5 tony, a w zanurzeniu 73,5 tony. Okręt napędzany był na powierzchni przez silnik benzynowy Panhard et Levassor o mocy 57 koni mechanicznych (KM). Napęd podwodny zapewniał silnik elektryczny SEE o mocy 95 KM. Jednośrubowy układ napędowy pozwalał osiągnąć prędkość 7,25 węzła na powierzchni i 6 węzłów w zanurzeniu. Zasięg wynosił 200 Mm przy prędkości 5,5 węzła w położeniu nawodnym oraz 30 Mm przy prędkości 4 węzłów pod wodą. Dopuszczalna głębokość zanurzenia wynosiła 30 metrów.
Okręt wyposażony był w dwie zewnętrzne wyrzutnie torped kalibru 450 mm, bez torped zapasowych. Załoga okrętu składała się z 12 oficerów, podoficerów i marynarzy.

## Przebieg służby
„Thon” został wcielony do służby w Marine nationale w 1904 roku. Jednostka otrzymała numer taktyczny Q20. Okręt pełnił służbę na wodach Morza Śródziemnego do 21 maja 1914 roku, kiedy został skreślony z listy floty.